# Kogia sima
Kogia sima (когія плосконоса) — вид китоподібних ссавців з родини когієвих, поширений в морських водах тропічних і теплих помірних зон.

## Етимологія
Слово лат. Kogia має невідому етимологію. Вважається, що родова назва тварини може бути даниною турецькому натуралістові Cogia Effendi, який спостерігав за китами у Середземному морі в першій половині IXX століття. лат. Sima — «плоский ніс».

## Середовище проживання
Цей вид, мабуть, широко поширений у прибережних водах тропічних, субтропічних і помірних областях всіх океанів. Є дві проблеми з установлення діапазонів поширення видів роду Kogia. По-перше, членів цього роду лише в рідкісних випадках, можна визначити в морі, а по-друге, тільки недавно два види роду були ясно визнані як окремі.

## Опис
Ці тварини досить соціальні й можуть об'єднуватися в групи до 10 осіб, що складається із зрілих самців і самиць. Були повідомлення про групи, сформовані тільки з молодих особин. Проводять більшу частину часу у воді біля берега, але годуються на великих глибинах. Форма і положення морди вказують на те, що їжа може прийматись дуже близько до дна океану. Раціон цього виду складається в основному з головоногих молюсків, риб і ракоподібних, які розташовані на глибині від 250 до 1300 метрів. Вагітність триває близько дев'яти місяців, після чого одне дитинча народжується.